# NGC 5726
NGC 5726 est une galaxie lenticulaire située dans la constellation de la Balance. Sa vitesse par rapport au fond diffus cosmologique est de 3 652 ± 36 km/s, ce qui correspond à une distance de Hubble de 53,9 ± 3,8 Mpc (∼176 millions d'al). NGC 5726 a été découverte par l'astronome américain Ormond Stone en 1886.
À ce jour, une mesure non basée sur le décalage vers le rouge (redshift) donne une distance d'environ 34,700 Mpc (∼113 millions d'al). Cette valeur est nettement à l'extérieur des valeurs de la distance de Hubble. Notons que c'est avec la valeur moyenne des mesures indépendantes, même s'il n'y en a qu'une seule, que la base de données NASA/IPAC calcule le diamètre d'une galaxie et qu'en conséquence le diamètre de NGC 5726 pourrait être d'environ 25,5 kpc (∼83 200 al) si on utilisait la distance de Hubble pour le calculer.